# Bão Cecil (1985)
Bão Cecil, được biết đến tại Philippines với tên gọi Áp thấp nhiệt đới Rubing, ở Việt Nam là Cơn bão số 8 năm 1985 là một xoáy thuận nhiệt đới rất mạnh đổ bộ vào khu vực Trung Trung Bộ của Việt Nam vào đêm ngày 15 rạng sáng ngày 16 tháng 10 năm 1985. Cecil được xem là cơn bão lớn nhất trong 100 năm qua từng tàn phá khu vực này, và nó đã gây ra thiệt hại hết sức nặng nề. Không chỉ ở Việt Nam, cơn bão cũng đã có tác động đến Philippines, Lào và Thái Lan; với quy mô và mức độ nhỏ hơn.
 
Nó hình thành từ một vùng xoáy thấp ở khu vực đảo Caroline với quy mô, hệ thống nhanh chóng di chuyển vào Biển Đông và mạnh lên thành vòng xoáy, rồi trở thành một cơn bão mạnh cấp 3 (theo thang bão Saffir-Simpson) vào ngày 15 tháng 10 trên vùng biển Bình Trị Thiên - Nghĩa Bình. Đêm ngày 15 rạng sáng ngày 16 tháng 10, cơn bão đổ bộ và tàn phá dữ dội tỉnh Bình Trị Thiên, tâm bão quét qua thành phố Huế, làm 703 người thiệt mạng, hàng loạt công trình bị phá hủy, hàng nghìn héc ta hoa màu bị hư hại và thiệt hại tổng ước tính khoảng ít nhất 65 triệu USD.
Cơn bão đã đi vào ký ức không thể phai nhòa của hàng triệu người dân sống hoặc đã từng sống trên mảnh đất cố đô Bình Trị Thiên, Huế. Sau cơn bão, Tổ chức Hội thảo và Phát triển Pháp đã thành lập một dự án phòng chống thiên tai và xây dựng nhà ở kiên cố cho người dân miền Trung Việt Nam và dự án này đã nhận được giải thưởng quốc tế về nhà ở của Liên Hợp Quốc vào năm 2008. Hai tám năm sau ngày bão Cecil đổ bộ, lần lượt ngày 30 tháng 9 năm 2013 và 15 tháng 10 năm 2013, hai cơn bão Wutip và Nari cũng đã tàn phá dữ dội khu vực này.

## Lịch sử khí tượng
| Thang bão Saffir–Simpson |     |    |    |    |    |    |
| ATNĐ                     | BNĐ | C1 | C2 | C3 | C4 | C5 |

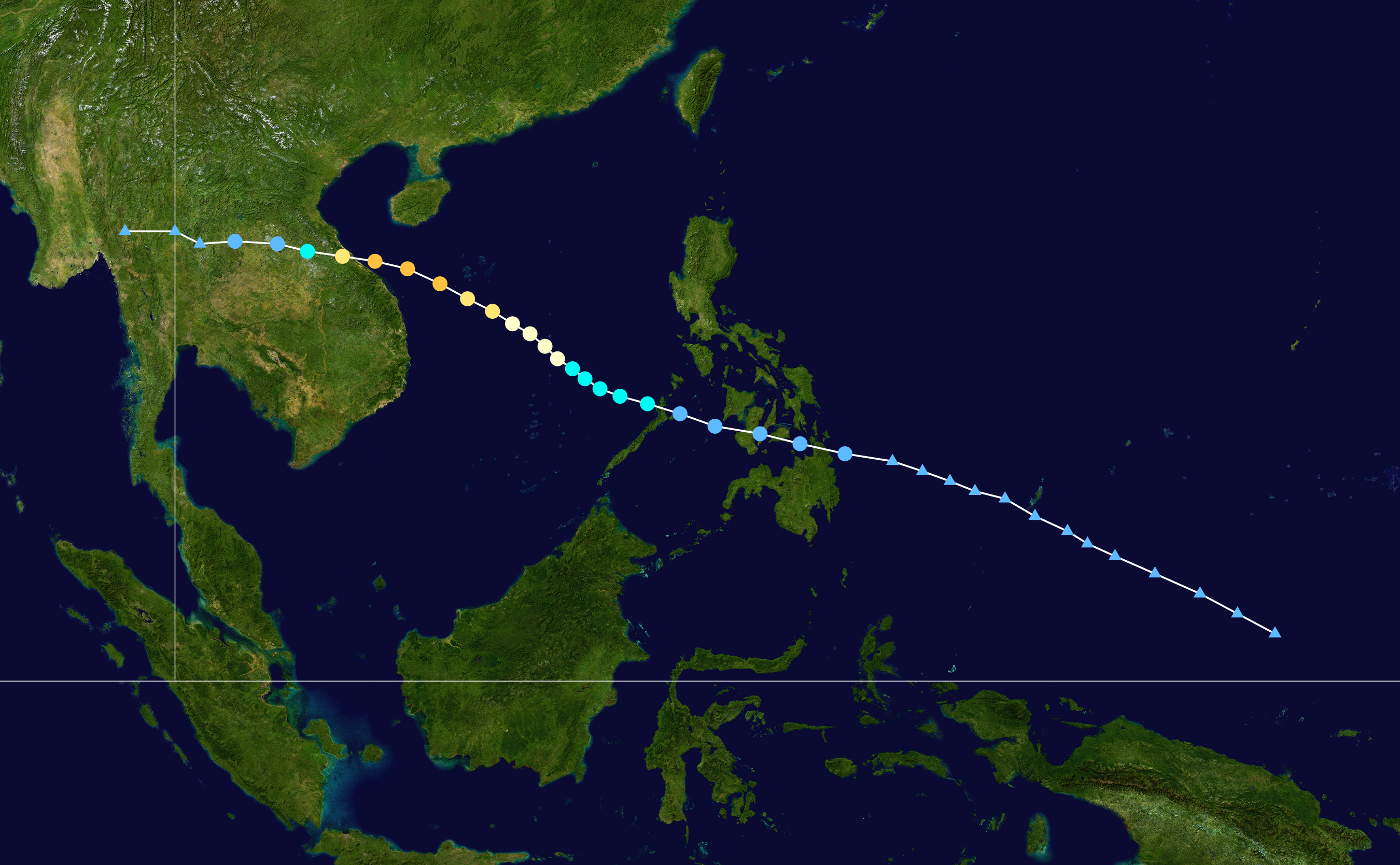
Đường đi của cơn bão Cecil, một cơn bão rất mạnh tàn phá đất Huế năm 1985. Những dấu chấm màu đại diện cho vị trí bão và cường độ của nó trong thời gian sáu tiếng.

Ngày 8 tháng 10 năm 1985, Trung tâm Cảnh báo Bão Liên hợp (JTWC) phát hiện một vùng áp thấp hình thành từ các đám mây đối lưu trong một khu vực áp suất thấp ở phía Nam quần đảo Caroline. Sau khi đi qua khu vực Palau vào ngày 9 tháng 10, xoáy thấp di chuyển về phía Tây Bắc và đổ bộ vào đảo Mindanao (Philippines). Vượt qua miền Nam Philippines, ngày 12 tháng 10, vùng thấp tiến vào Biển Đông và được Cơ quan khí tượng Nhật Bản (JMA) theo dõi như là một áp thấp nhiệt đới. Cùng ngày, Cục quản lý Thiên văn, Địa vật lý và Khí quyển Philippines (PAGASA) đã đặt cho áp thấp nhiệt đới cái tên địa phương "Rubing". JTWC cũng ban hành một "Cảnh báo về sự hình thành Xoáy thuận nhiệt đới" cho hệ thống và chỉ định số hiệu là 20W, ngay sau đó thông báo 20W đã mạnh thành bão nhiệt đới và đặt tên quốc tế là Cecil. Đến chiều cùng ngày, JMA đã nâng Cecil lên thành một cơn bão nhiệt đới, đánh ký hiệu quốc tế là 8521. Các cơ quan lúc này đều nhận định bão sẽ đổ bộ vào miền Trung Việt Nam. Sau đó, cơn bão bắt đầu di chuyển theo hướng Tây Bắc, và  đã thông báo rằng Cecil đã mạnh lên thành bão cuồng phong cấp 1 vào ngày 13 tháng 10, và chiều hôm đó JMA cũng thăng cấp Cecil lên thành một cơn bão nhiệt đới dữ dội. Vào cuối ngày 13 tháng 10, JTWC phát hiện cơn bão đã hình thành một con mắt. Trong ngày này, PAGASA chính thức tuyên bố cơn bão đã rời khỏi vùng mà cơ quan khí tượng trên theo dõi.
Đến ngày hôm sau, JMA chính thức thông báo Cecil đã mạnh lên thành một cơn bão cuồng phong. Vào ngày 15 tháng 10, cơ quan này tuyên bố Cecil đạt đỉnh cường độ với sức gió 80 knot (150 km/h) trong mười phút cùng áp suất thấp nhất 960 mbar (hPa). JTWC thì nhận định Cecil đạt đến cấp 3 trong thang bão Saffir-Simpson; và áp suất của nó giảm xuống đến 944 mbar (hPa). Tại thời điểm mạnh nhất, vị trí của bão được xác định trên vùng biển ngoài khơi Bình Trị Thiên - Nghĩa Bình thuộc miền Trung Việt Nam, mắt bão lúc này đã phát triển sắc nét. Từ đêm hôm đó đến rạng sáng hôm sau, 16 tháng 10 (theo giờ Việt Nam), cơn bão đổ bộ vào tỉnh Bình Trị Thiên, trung tâm bão được xác định là đi qua huyện Vĩnh Linh (thuộc tỉnh Quảng Trị ngày nay), và quét qua thành phố Huế, với sức gió mạnh cấp 11, 12 (theo thang sức gió Beaufort). Sau đó, Cecil đã di chuyển sang hai nước láng giềng là Lào và Thái Lan trước khi cả JMA và JTWC lần lượt đưa ra các cảnh báo cuối cùng. Cơn bão tan trên đất liền Myanmar vào ngày 17 tháng 10.

## Ảnh hưởng
Tại Philippines, vùng xoáy thấp trước khi mạnh lên thành bão Cecil đã đổ bộ vào khu vực phía Đông Bắc của đảo Mindanao. Nó đã gây ra mưa lớn và làm phá hủy hoặc chìm 70 tàu thuyền đánh bắt cá trong khu vực thành phố Iloilo của quốc gia này.
Đêm ngày 15 tháng 10, rạng sáng ngày 16 tháng 10 năm 1985 (tức đêm mùng 2 rạng sáng mùng 3 tháng 9 âm lịch năm Ất Sửu), cơn bão số 8 - Cecil đã đổ bộ vào khu vực tỉnh Bình Trị Thiên, và hoàn lưu bão đã quét qua cố đô, thành phố Huế. Áp suất thấp nhất được ghi nhận trong cơn bão này khi đổ bộ Việt Nam là 959,9 mbar, ghi nhận vào 5 giờ 24 phút ngày 16 tháng 10 năm 1985 (UTC+7) tại thị trấn Đông Hà, thuộc tỉnh Quảng Trị ngày nay. Cơn bão đã gây gió mạnh cấp 11, 12 cho khu vực Trung Trung Bộ và mưa lớn, lũ lụt cho toàn bộ miền Trung của Việt Nam. Tại Đồng Hới gió bão mạnh 34 m/s (cấp 12), giật 40 m/s (cấp 13); tại Đông Hà gió mạnh 35 m/s, tại Huế có gió mạnh 28 m/s (cấp 10). Ở cửa Thuận An, nước dâng cao lên đến 1,9 mét và tràn vào bờ. Hầu hết các hộ dân sống trong vùng ngập lụt phải đi di dời ra khỏi nơi nguy hiểm. Gió mạnh do bão đã gây ra mất điện, thiếu nước sạch trên diện rộng cho một số tỉnh miền Trung Việt Nam.

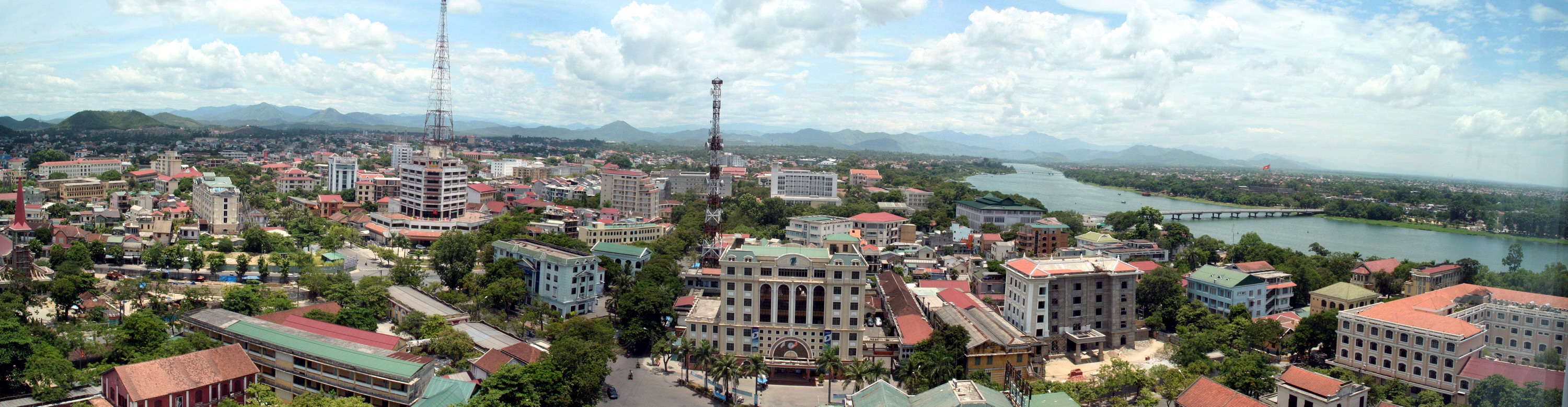
Thành phố Huế ngày nay

Cơn bão số 8 đã đi vào ký ức không thể phai nhòa của hàng triệu người dân sống và đã từng sống trên mảnh đất "Thần Kinh" bởi thiệt hại của nó gây ra rất lớn, được xem là một "cơn ác mộng" đối với người dân Huế. Họ so sánh cơn bão này với trận bão rất mạnh xảy ra vào năm Giáp Thìn, 1904. Đây được xem là trận bão lớn nhất trong 100 năm qua tại khu vực này. Tại thành phố Huế, ba nghìn cây cổ thụ bị gãy đổ, người dân ở đây xem thảm cảnh do trận bão này gây ra là "một cuộc đại tang khiến cụ Nguyễn Tuân bị sốc một thời gian dài". Bão cũng đã cuốn trôi hầu hết hệ thống nò sáo trên khu vực hệ đầm phá Tam Giang-Cầu Hai. Trụ sở của Chính phủ Cách mạng Lâm thời Cộng hòa Miền Nam Việt Nam tại tỉnh Bình Trị Thiên (khu vực thuộc tỉnh Quảng Trị ngày nay) cũng đã bị cơn bão số 8 phá hủy hoàn toàn, chỉ còn khu Nhà làm việc của Chính phủ và nhà nghỉ của các Đại sứ là nguyên vẹn, những dãy nhà khác chỉ là nền móng và bia đá ghi dấu.
Ngoài tỉnh Bình Trị Thiên, cơn bão cũng có những tác động lớn đến hai tỉnh lân cận khác là Nghệ Tĩnh và Quảng Nam-Đà Nẵng. Tại hai tỉnh này ghi nhận 485 ngôi nhà bị sập hoàn toàn, 879 ngôi nhà bị hư hỏng. Có 10,000 ha (25 mẫu Anh) hoa màu bị ngập úng, hỏng hoàn toàn cùng nhiều thiệt hại về nhân mạng. Đây là cơn bão thứ hai trong chuỗi ba cơn bão tiến vào phía Bắc miền Trung trong tháng 10 năm 1985, cơn trước đó là bão Andy (bão số 7) cũng đổ bộ vào tỉnh Bình Trị Thiên.
Tổng hợp toàn bộ thiệt hại do cơn bão gây ra tại Việt Nam như sau: 702 người thiệt mạng; 128 người mất tích; 560 nghìn người mất nhà; 200 nghìn ngôi nhà bị hư hỏng; 70 nghìn héc ta hoa màu bị mất trắng; hàng loạt thuyền bè, trường học, bệnh viện, nhà cửa, cột điện và các công trình dân sinh khác bị sập đổ và hư hỏng hoàn toàn; nhiều di tích lịch sử văn hóa cũng bị phá hủy. Thiệt hại về vật chất ước tính là ít nhất 65 triệu đô la Mỹ, nhưng con số thực sự thì nhiều hơn thế. Do thiệt hại từ bão gây ra rất nặng nề, chính phủ Việt Nam đã kêu gọi những sự hỗ trợ từ quốc tế.
Sau khi vượt qua biên giới Việt-Lào, bão đi vào đất liền địa phận Lào và sau đó là Thái Lan. Hoàn lưu của cơn bão đã gây ra mưa lớn tại các nước này. Những trận mưa lớn do bão gây ra đã làm chết 1 người tại Thái Lan.

## Cứu trợ và hệ quả

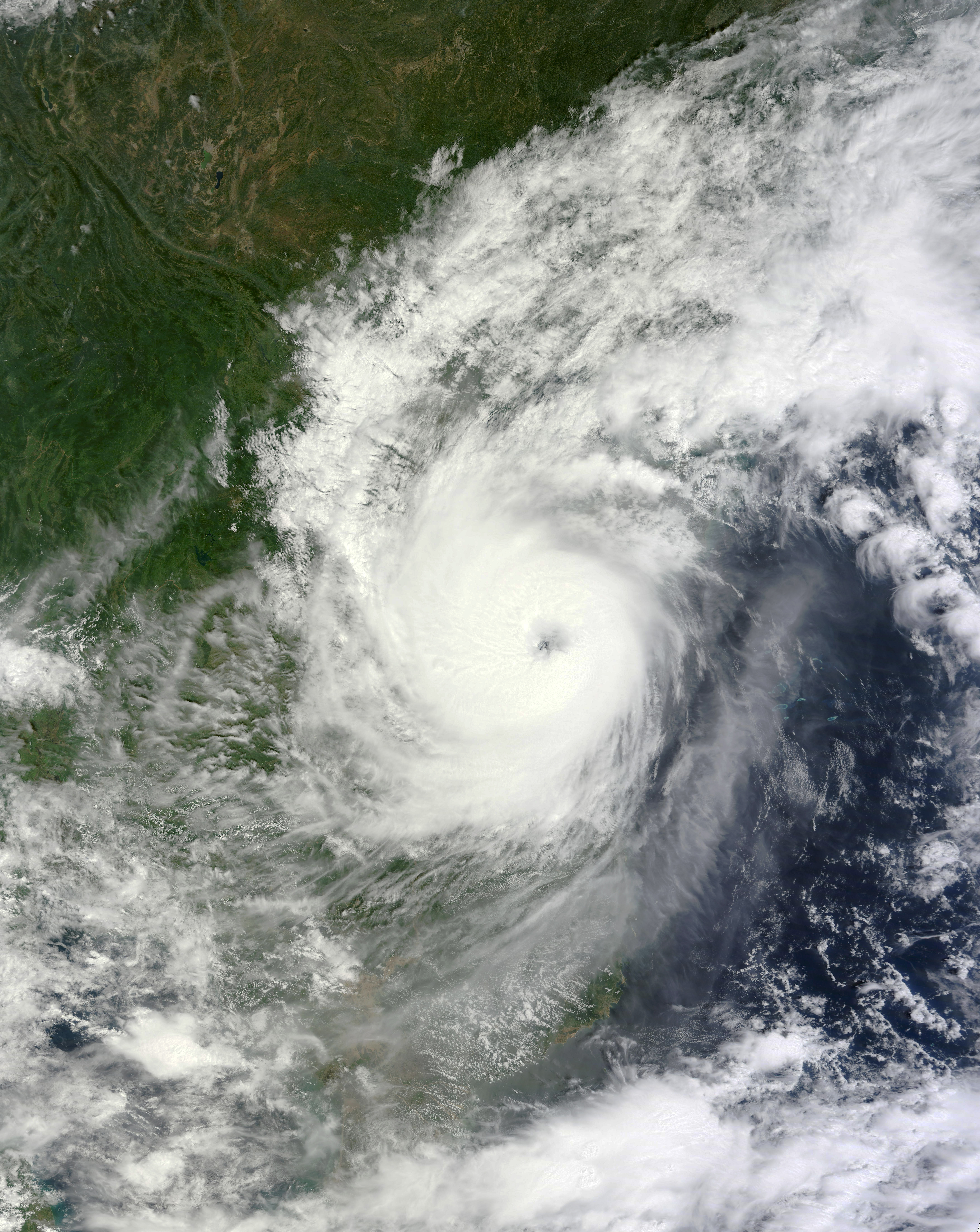
Bão Wutip năm 2013, cơn bão được đánh giá mạnh ngang ngửa bão Cecil năm 1985

Từ lời kêu gọi cứu trợ của chính phủ Việt Nam, nhiều nước trên thế giới đã quyên góp ủng hộ và cứu trợ cho quốc gia này nhằm khắc phục hậu quả bão lũ. Chính quyền hai tỉnh Khăm Muộn và Savannakhet của nước láng giềng Lào đã đến thăm hỏi và chia sẻ mất mát với tỉnh Bình Trị Thiên, đồng thời cũng hỗ trợ lương thực, hàng hóa, 220m³ gỗ và 10 nghìn cây tre để người dân khôi phục lại cơ sở hạ tầng cũng như là đời sống sau bão. Nhật Bản đã gửi đến Việt Nam số tiền 200 nghìn đô la Mỹ để hỗ trợ chính quyền những vùng bị tàn phá bởi cơn bão khắc phục những thiệt hại. Chính phủ Australia đã gửi đến Việt Nam 1000 tấn gạo nhằm giúp nhân dân ổn định đời sống. Pháp cũng đã gửi nhiều loại nước uống, quần áo, thuốc men đến các tỉnh chịu thiệt hại bởi cơn bão để khắc phục những thiếu thốn về trang thiết bị y tế cũng như đồ dùng sinh hoạt sau thiên tai. Đặc biệt, Tổ chức Hội thảo và Phát triển Pháp (DWF) đã khởi xướng và triển khai "Dự án Phòng chống thiên tai, cung cấp nhà cửa" tại Việt Nam. Ban đầu dự án chỉ triển khai ở tỉnh Bình Trị Thiên, về sau lan rộng ra toàn bộ các tỉnh miền Trung của quốc gia này. Dự án kéo dài 20 năm từ năm 1989 đến 2008 đã nâng cao nhận thức về khí tượng thủy văn cho người dân ở khu vực trên. Hàng loạt ngôi nhà, trường học kiên cố được xây dựng lại với chi phí vào khoảng từ 40 đến 150 triệu đồng cho một công trình. Năm 2008, dự án này được nhận giải thưởng quốc tế về nhà ở của Quỹ Xây dựng nhà ở xã hội (BSHF) thuộc Chương trình định cư Liên Hợp Quốc (UN-Habitat).
Tại khu vực hệ đầm phá Tam Giang-Cầu Hai, người dân đã chuyển đổi nguyên vật liệu làm nò sáo từ tre sang nilon để hệ thống được kiên cố hơn, và từ đó số lượng nò sáo cũng tăng lên đáng kể, giúp làm giảm chi phí vật liệu. Trong lễ cúng Cầu ngư của người dân vùng này, có phần nghi thức tưởng nhớ các nạn nhân đã thiệt mạng trong trận bão. Năm 2019, nhà làm việc của Bộ Ngoại giao Cộng hòa Miền Nam Việt Nam tại Quảng Trị bị tàn phá trong cơn bão Cecil đã được phục dựng lại.
Nhạc sĩ Trương Tuyết Mai đã sáng tác bài hát nổi tiếng: "Huế tình yêu của tôi" trong bối cảnh ngay sau khi cơn bão tàn phá Huế và đây được xem như bài hát thành công nhất của bà.
| “                          | Cuối năm 1985, tôi được tin Huế bị nạn. Cơn bão số tám năm ấy đã cuốn đi bao nhiêu mái nhà, bao nhiều đường sá, bao nhiêu cánh đồng, cầu cống và người chết! Rồi bao nhiêu em thơ, cụ già thiếu đói, không nơi nương tựa!... Tôi hiểu rằng đây là nỗi đau của cả nước, và tôi càng muốn chia sẻ đau thương đó với Huế... | ” |
| — Nhạc sĩ Trương Tuyết Mai | |   |

Dù những thiệt hại do bão gây ra rất nặng nề, nhưng cái tên "Cecil" không bị khai tử và được sử dụng lại vào các mùa bão năm 1989, 1990, 1993. 28 năm sau ngày bão Cecil đổ bộ Trung Trung Bộ, lần lượt ngày 30 tháng 9 và 15 tháng 10 năm 2013, Bão Wutip và Bão Nari cũng đã tàn phá khu vực này, gây thiệt hại nặng nề. Đặc biệt, cơn bão Wutip được giới chuyên gia Việt Nam đánh giá mạnh ngang ngửa với bão Xangsane năm 2006 và bão Cecil năm 1985.